# APIP
APIP (انگلیسی: APIP) با عنوانِ کاملِ «پروتئین تعامل‌کننده با APAF1» و یا (APAF1-interacting protein) نام یک پروتئین است که در انسان توسط ژن «APIP» کُد می‌شود.
این ملکول، آنزیمی است که فعالیتِ «متیل‌تیوریبولوز ۱-فسفات دهیدراتاز» دارد که در مسیر شیمیایی مصرف مجدد متیونین دخیل است.
کمبود APIP منجر به مرگ یاخته و سرطان می‌شود.
این آنزیم دارای تعامل پروتئین-پروتئین با APAF1 است.